# Mladá fronta Dnes
Mladá fronta DNES (pol. „Młody front dzisiaj”) – czeski dziennik, jedna z trzech głównych gazet codziennych w tym kraju (obok „Lidovych novin” i „Hospodářskich novin”).
Gazeta powstała w 1945 jako „Mladá fronta”. Od 1990 ukazuje się jako „Mladá fronta DNES”. Jej średni nakład wynosi 310 tys. egzemplarzy. Należy do tego samego co „Lidové noviny” niemieckiego wydawcy Rheinische Post.